# 托巴科維爾 (北卡羅萊納州)
托巴科維爾（英語：Tobaccoville）是一個位於美國北卡羅萊納州福賽斯縣及斯托克斯縣的村。

## 人口
根據2020年美國人口普查的數據，托巴科維爾的面積為19.89平方千米，當中陸地面積為19.81平方千米，而水域面積為0.07平方千米。當地共有人口2209人，而人口密度為每平方千米111人。